# Réserve nationale de faune de Portobello Creek
La réserve nationale de faune de Portobello Creek est une aire protégée du Canada située au Nouveau-Brunswick et l'une des 5 réserves nationales de faune de cette province. La réserve fait partie de la ZICO Rivière Saint-Jean (secteur Sheffield–Jemseg).

## Géographie
La réserve nationale de faune a une superficie de 21,54 km2 et est située tout juste à l'est de Fredericton,. Elle partage ses limites avec la zone naturelle protégée du Grand-Lac.
La réserve est située de part et d'autre du ruisseau Portobello, à l'ouest des lacs Indian et French. Elle comprend une partie de la plaine d'inondation du fleuve Saint-Jean, un des systèmes de milieux humides les plus étendus des provinces maritimes. Cette zone humide est composée de marais ouverts, de marécages arbustifs, de baissières boisées et de forêts.

## Avifaune
Les espèces nicheuses les plus remarquables du site sont le Râle jaune, la Guifette noire et le Fuligule milouinan.